# Gemeinschaft der Gruppen des Hl. Thomas von Aquin
Die Gemeinschaft der Gruppen des Hl. Thomas von Aquin (it. Fraternità dei Gruppi San Tomaso d’Aquino, es. Fraternidad de Agrupiationes Santo Tomás Aquino; Abkürzung FASTA) ist eine der Dominikanische Laiengemeinschaften und als solche eine vom Päpstlichen Rat für die Laien anerkannte internationale Vereinigung von Gläubigen päpstlichen Rechts. Sie wurde 1962 gegründet, untersteht dem Patrozinium des heiligen Thomas von Aquin und zählt etwa 10.000 „Familien“, die in fünf Ländern Europas und Südamerikas beheimatet sind. Sie ist Trägerin mehrerer Jugendbildungseinrichtungen, Erziehungsanstalten, Internaten, Instituten und einer Universität. 

## Geschichte

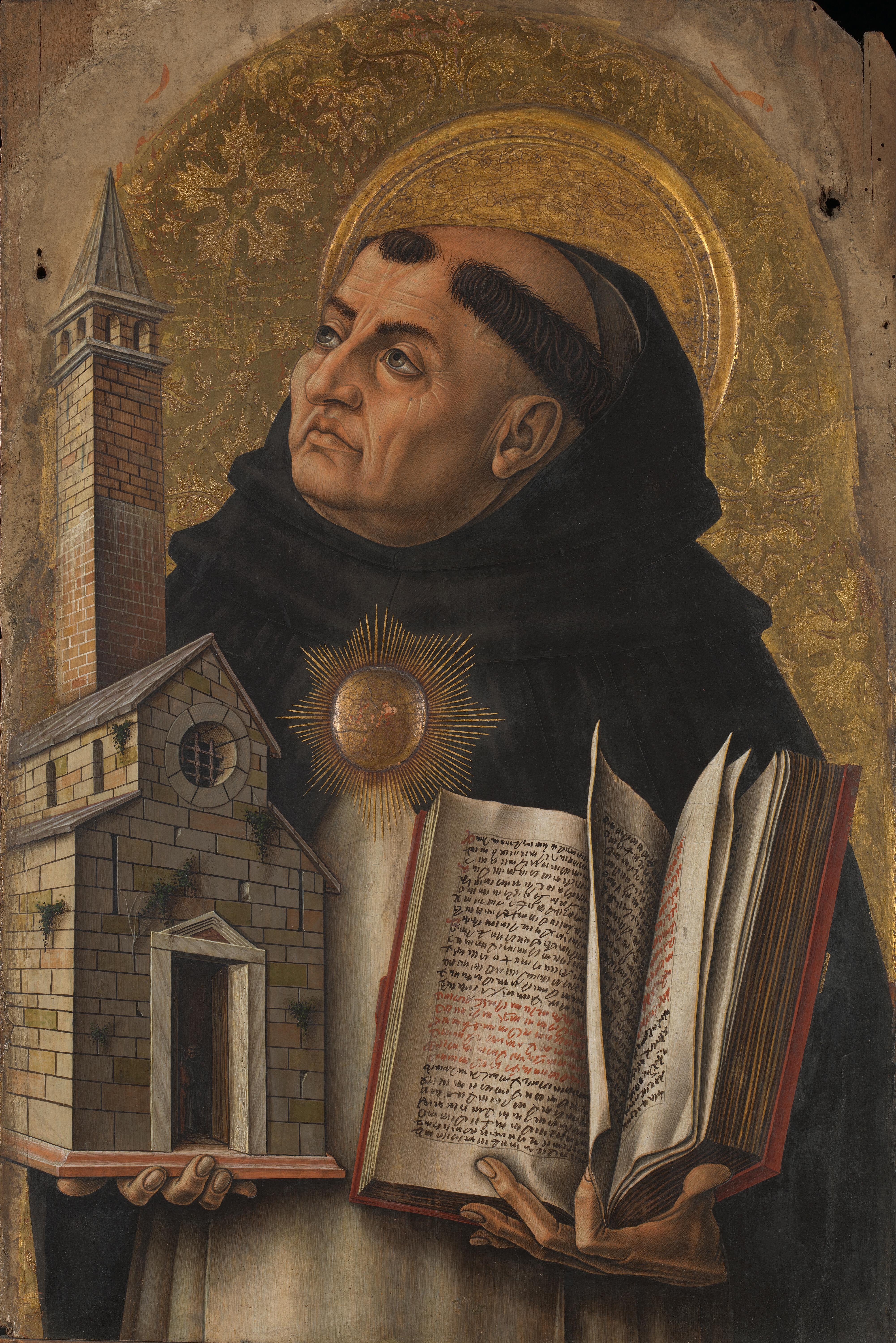
Thomas von Aquin (postumes Gemälde von Carlo Crivelli, 1476)

Der Dominikaner P. Aníbal Ernesto Fosbery OP gründete 1962 die Laienbruderschaft des Dominikanerordens. Als solche wurde sie 1971 vom Ordensmeister der Dominikaner in die Ordensgemeinschaft aufgenommen. 1993 erhielt die Bruderschaft die erzbischöfliche Anerkennung durch Antonio Kardinal Quarracino (1923–1998), den Erzbischof von Buenos Aires. Später stand sie unter der Schirmherrschaft von Jorge Mario Kardinal Bergoglio SJ, dem späteren Papst Franziskus. Am 29. Mai 1997 erhielt die Gemeinschaft das Anerkennungsdekret durch den Päpstlichen Rat als Vereinigung von Gläubigen päpstlichen Rechts.

## Selbstverständnis
So wie im Leben der dominikanischen Laiengemeinschaft das Leben in der Spannung zwischen Gebet und Alltag, Tradition und Moderne prägend ist, so ruht die Spiritualität der Gemeinschaft auf den vier Säulen Kontemplation (Gebet) und Aktion, der Predigt, dem akademischen Studium und der Gemeinschaft in der Familie. Ihr angestrebtes Ziel ist das Leben inmitten der Menschen.

## Organisation und Verbreitung
Die Gemeinschaft der Gruppen des Hl. Thomas von Aquin wird in einen Kleriker- und Laienzweig untergliedert. Der Laienzweig ist mit der Betreuung und der Verwaltung aller Einrichtungen betraut. Mitglieder de jure sind diejenigen, die auf Grund einer Berufung den apostolischen Auftrag der Gemeinschaft übernehmen und deren Mitgliedschaft durch einen Ritus besiegelt wird. Mitglieder de facto sind jene, die ohne rechtliche Bindung an die Gemeinschaft an deren Leben teilnehmen sowie nach deren Selbstverständnis leben. Eine Bruderschaft innerhalb der Gemeinschaft ist die „Apostolische Priesterfraternität des hl. Thomas von Aquin“. Die Laienmitglieder gehören nicht dem geweihten Leben an. 
Die Gemeinschaft existiert in etwa 10.000 „Familien“, die Familien bilden die kleinste örtliche Gemeinschaftsform. Die Mitglieder verteilen sich auf fünf Ländern, davon ein Land in Europa und vier Länder in Südamerika. Zu ihren Einrichtungen gehören fast 40 Ausbildungszentren und -institutionen aller Formen und die Universität FASTA in Buenos Aires. Die Leitung besteht aus dem Präsidenten (derzeit Pater Aníbal E. Fosberry OP), der auch Gründer der Gemeinschaft ist. Er wird von einem Direktorium unterstützt, dieses setzt sich aus dem Generalsekretär, dem Direktor für internationale Institutionen, dem Direktor für Erziehung und Ausbildung, dem Direktor für Entwicklung, dem Planungsdirektor, einem weiteren Direktor und Assessor, dem Vizepräsidenten, einem Verwaltungschef, einem Direktor für Fortschritt, einem Justitiar und dem Rektor der Universität zusammen.